# Carrascal del Obispo
Carrascal del Obispo es un municipio y localidad española de la provincia de Salamanca, en la comunidad autónoma de Castilla y León. Se integra dentro de la comarca del Campo de Salamanca (Campo Charro). Pertenece al partido judicial de Salamanca. y a la parroquia de la Visitación de Nuestra Señora.
Su término municipal está formado por las localidades de Carrascal, Huelmos y Casasolilla, Olleros, Pedro Martín, San Pedro Acerón de Abajo y San Pedro Acerón de Arriba, ocupa una superficie total de 40,97 km² y tiene una población de 187 habitantes (INE 2024).

## Historia
Su fundación se remonta a la repoblación efectuada por los reyes de León en la Edad Media, quedando integrada la localidad en el cuarto de Corvacera de la jurisdicción de Salamanca, dentro del Reino de León, denominándose Aldea del Obispo, habiendo tomado el apelativo del Obispo una vez que el rey Alfonso VII de León donase el 3 de enero de 1136 la localidad al obispo de Salamanca. En el siglo XV ya se denominaba "Carrascal del Obispo". Con la creación de las actuales provincias en 1833, Carrascal del Obispo quedó encuadrado en la provincia de Salamanca, dentro de la Región Leonesa.

## Geografía humana

### Demografía
Cuenta con una población de 187 habitantes (INE 2024).
| Gráfica de evolución demográfica de Carrascal del Obispo entre 1842 y 2021                                            |
| |
| Población de derecho según los censos de población del INE. Población de hecho según los censos de población del INE. |

### Núcleos de población
El municipio se divide en varios núcleos de población, que poseían la siguiente población en 2015 según el INE.
| Núcleo de población        | Población |
| -------------------------- | --------- |
| Carrascal del Obispo       | 204       |
| Olleros                    | 9         |
| Huelmos y Casasolilla      | 7         |
| San Pedro Acerón de Abajo  | 2         |
| San Pedro Acerón de Arriba | 2         |
| Pedro Martín               | 1         |

## Administración y política
| Partido político                         | 2019  | 2019  | 2019       | 2015  | 2015  | 2015       | 2011  | 2011  | 2011       | 2007  | 2007  | 2007       | 2003  | 2003  | 2003       |
| Partido político                         | %     | Votos | Concejales | %     | Votos | Concejales | %     | Votos | Concejales | %     | Votos | Concejales | %     | Votos | Concejales |
| Partido Popular (PP)                     | 55,10 | 81    | 3          | 27,68 | 49    | 1          | 41,71 | 73    | 1          | 59,88 | 103   | 4          | 62,18 | 120   | 5          |
| Partido Socialista Obrero Español (PSOE) | 51,02 | 75    | 2          | 63,84 | 113   | 4          | 53,71 | 94    | 4          | 34,30 | 59    | 1          | 37,31 | 72    | 2          |
| Coalición SI por Salamanca (SI)          | —     | —     | —          | —     | —     | —          | 1,14  | 2     | 0          | —     | —     | —          | —     | —     | —          |
| Unión del Pueblo Salmantino (UPSa)       | —     | —     | —          | —     | —     | —          | —     | —     | —          | 2,91  | 5     | 0          | —     | —     | —          |